# The Chaos
The Chaos est un poème écrit par l'écrivain néerlandais Gerard Nolst Trenité (1870–1946)

## Description
Gerard Nolst Trenité, auteur du livre "Drop Your Foreign Accent: engelsche uitspraakoefeningen", a écrit ce poème dans l'objectif de démontrer l’irrégularité des règles de prononciation de la langue anglaise.

Ce poème compile quelque 800 des irrégularités de prononciation de la langue anglaise et il a été publié en appendice du livre de l'auteur "Drop Your Foreign Accent: engelsche uitspraakoefeningen".

## Poème
Le poème est disponible sur  Wikisource.

## Liens Externes
- Chaos Challenge project. Interactive application with IPA transcription popping up along with professional narration
- Audio-visual of shortened version of "The Chaos": Reading in Canadian accent, with scrolling transcript